# Дмитриев, Валентин Дмитриевич
Валенти́н Дми́триевич Дми́триев (1890, Погост, Санкт-Петербургская губерния — умер) — бригадир колхоза «Дружный труд» Гатчинского района, Ленинградская область.

## Биография
Родился в 1890 году в деревне Погост (ныне — в Гатчинском районе Ленинградской области) в крестьянской семье.
В 1931 году, когда в деревне Погост была образована сельхозартель, Дмитриев вступил в неё одним из первых. Хотя имел к тому времени имел своё хорошее хозяйство, лошадь, корову. В колхозе работал добросовестно, в 1936 году был назначен бригадиром.
На этом-то посту по-настоящему и развернулись его способности как организатора и мастера высоких урожаев, особенно картофеля. После войны необходимо было поднимать сельское хозяйство, возродить довоенные урожаи. поднять валовые сборы пропашных и зерновых культур. Бригадир Дмитриев завязылт знакомство с учёными-картофелеводами областной опытной станции «Белогорка», Всесоюзного института растениеводства. Стал применять для посадки лучшие сорта картофеля, широко использовать в работе передовые приёмы обработки почвы и ухода за посевами.
Он одним из первых в Ленинградской области ввел загущённую посадку картофеля, при норме 35 тысяч кустов картофеля на гектаре в его бригаде высаживал до 50 тысяч кустов. внедрил в практику работы своей бригады световую и теневую яровизацию семенных клубней, широко использовал минеральные удобрения.
В 1947 году бригада получила с каждого из двадцати двух гектаров по 160 центнеров картофеля, а с двух гектаров — по 400 центнеров. Это был первый крупный успех картофелевода Дмитриева. На таких почвах урожай в 100 центнеров считался хорошим. В 1948 году урожай картофеля в бригаде оказался ещё выше: с каждого гектара собрали уже по 260 центнеров клубней, а с шести гектаров — по 502 центнера.
Указом Президиума Верховного Совета ССР от 23 апреля 1949 года за получение высоких урожаев картофеля Дмитриеву Валентину Дмитриевичу присвоено звание Героя Социалистического Труда с вручением ордена Ленина и золотой медали «Серп и Молот».
Жил в деревне Погост. Скоропостижно скончался до 1966 года.
Награждён орденом Ленина, медалями.